# Fomes chaquensis
Fomes chaquensis är en svampart som beskrevs av Iaconis & J.E. Wright 1953. Fomes chaquensis ingår i släktet Fomes och familjen Polyporaceae.   Inga underarter finns listade i Catalogue of Life.